# مون جه این
مون جه این (재인; تلفظ کره‌ای: [mun.dʑɛ̝.in])؛ (زاده ۲۴ ژانویهٔ ۱۹۵۳) سیاستمدار اهل کره جنوبی و دوازدهمین رئیس‌جمهور کره جنوبی است که در پی برگزاری انتخابات ریاست‌جمهوری کره جنوبی (۲۰۱۷) در ۹ مه ۲۰۱۷ برابر با ۱۹ اردیبهشت ۱۳۹۶ بعد از برکناری پارک گون هه در انتخابات پیروز شد.
او عضو سابق جنبش دانشجویی، وکیل حقوق بشر بین‌الملل و رئیس ستاد رئیس‌جمهور دوره نهم، رو مو هیون است. مون رهبر حزب مینجو کره جنوبی (۲۰۱۵–۲۰۱۶) و عضو نوزدهمین مجلس ملی کره جنوبی (۲۰۱۲–۲۰۱۶) بوده است. در انتخابات سال ۲۰۱۲ کره جنوبی، مون از حزب دموکراتیک کره نامزد شده بود که با اختلافی بسیار کم از پارک گون هه شکست خورد.

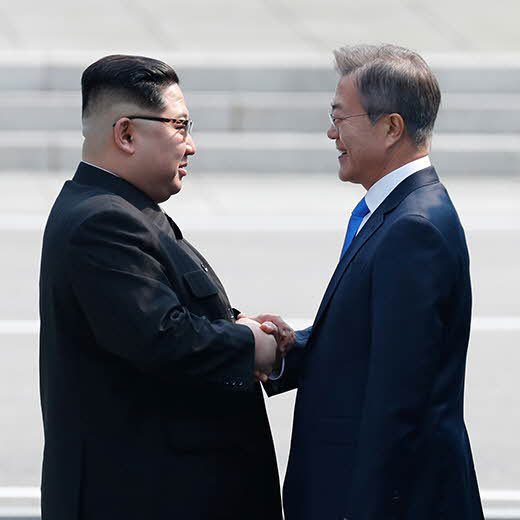
دردیدار با کیم جونگ اون رهبر کره شمالی (۲۰۱۸)